# Hem-Monacu
Hem-Monacu é uma comuna francesa na região administrativa de Altos da França, no departamento de Somme. Estende-se por uma área de 3,66 km². Em 2010 a comuna tinha 133 habitantes (densidade: 36,3 hab./km²).